# Kanica
Kanica falu Horvátországban Šibenik-Knin megyében. Közigazgatásilag Rogoznicához tartozik.

## Fekvése
Šibeniktől légvonalban 25, közúton 38 km-re délre, községközpontjától légvonalban 5, közúton 7 km-re délkeletre, Dalmácia középső részén, a Kanica-öböl partján fekszik.

## Története
Turistatelepként a múlt század második felében keletkezett, amikor a Kanica-öbölben egyre több hétvégi ház és nyaraló épült. A horvát közigazgatási átrendezés előtt a régi Šibenik községhez tartozott. Önálló lakott településként csak a 2011-es népszámlálás óta tartják számon. Korábban lakosságát Dvornicához számították. Lakossága 2011-ben 129 fő volt, akik főként a turizmusból éltek. Kanica-öbölben van egy étterem, de élelmiszer kereskedés csak a 3 km-re levő Dvornicaban található. Minden más szolgáltatásért a 7 km-re levő Rogoznicába kell menni.

## Lakosság
| Lakosság változása | Lakosság változása | Lakosság változása | Lakosság változása | Lakosság változása | Lakosság változása | Lakosság változása | Lakosság változása | Lakosság változása | Lakosság változása | Lakosság változása | Lakosság változása | Lakosság változása | Lakosság változása | Lakosság változása | Lakosság változása |
| ------------------ | ------------------ | ------------------ | ------------------ | ------------------ | ------------------ | ------------------ | ------------------ | ------------------ | ------------------ | ------------------ | ------------------ | ------------------ | ------------------ | ------------------ | ------------------ |
| 1857               | 1869               | 1880               | 1890               | 1900               | 1910               | 1921               | 1931               | 1948               | 1953               | 1961               | 1971               | 1981               | 1991               | 2001               | 2011               |
| 0                  | 0                  | 0                  | 0                  | 0                  | 0                  | 0                  | 0                  | 0                  | 0                  | 0                  | 0                  | 0                  | 0                  | 0                  | 129                |

(Lakosságát 2011-ig Dvornicához számították.)